# Dārvand-e Sartang
Dārvand-e Sartang (persiska: سَر تَنگِ عُليا, داروند سرتنگ, سَر تَنگ) är en ort i Iran.   Den ligger i provinsen Ilam, i den västra delen av landet, 500 km väster om huvudstaden Teheran. Dārvand-e Sartang ligger 1 026 meter över havet och antalet invånare är 298.
Terrängen runt Dārvand-e Sartang är huvudsakligen kuperad. Dārvand-e Sartang ligger nere i en dal.Runt Dārvand-e Sartang är det ganska tätbefolkat, med 54 invånare per kvadratkilometer. Närmaste större samhälle är Eyvān, 16,3 km sydost om Dārvand-e Sartang. Trakten runt Dārvand-e Sartang består till största delen av jordbruksmark.